# You Oughta Be in Pictures
You Oughta Be in Pictures ist ein Song, den Nadine Dana Duesse (Musik) und Edward Heyman (Text) verfassten und 1934 veröffentlichten. Es gilt als eine inoffizielle Hymne der amerikanischen Filmindustrie.

## Hintergrund
You Oughta Be in Pictures war der erste Song, den die junge Musikerin und Songwriterin Dana Suesse (1909–1987) mit Edward Heyman schrieb. Aus der Kooperation ging noch der Song My Silent Love hervor.  Suesse, deren weiterer Hit The Night Is Young and You're So Beautiful war, gilt als eine der wenigen Songwriterinnen der Tin Pan Alley Ära.
Die ersten Aufnahmen des Lieds erfolgten durch Rudy Vallée (Victor 24580) und durch Arthur Nichols and His Orchestra; Chick Bullock nahm den Song 1934 für Banner Records auf, begleitet von Sterling Bose, Tommy Dorsey, Jimmy Dorsey, Joe Venuti und Artie Bernstein, ebenso Ray Noble/Al Bowlly, The Boswell Sisters und Bert Ambrose. In den folgenden Jahren spielten ihn auch Johnny Mercer, Bobby Hackett, Benny Goodman, Mel Tormé/Page Cavanaugh, Bernie Leighton/Jackie Gleason Orchestra, George Siravo und André Previn ein, zuletzt 1997 John Sheridan and His Dream Band (u. a. mit Dan Barrett).
Der Song fand Verwendung in über vierzig Hollywoodfilmen; Jane Froman stellte You Oughta Be in Pictures in  Ziegfeld Follies of 1934 vor. Im Arrangement von Carl Stalling war er die Titelmelodie des gleichnamigen Looney-Tunes-Zeichentrickfilms der Warner Brothers (1940); Verwendung fand er auch in dem Oscar-nominierten Kurzfilm So You Want to Be in Pictures (1947). Eine deutschsprachige Fassung (Bist du denn nun im Bilde) erschien bei Brunswick Records (A 9553).